# Lin Xiyu
Lin Xiyu (en chinois : 林希妤), née le 25 février 1996 à Guangzhou, est une golfeuse professionnelle chinoise qui joue sur le circuit européen. Lors des Jeux olympiques de Paris en 2024, elle remporte la médaille de bronze derrière la Néo-zélandaise Lydia Ko et l'Allemande Esther Henseleit.

## Palmarès

### Jeux olympiques
- Jeux olympiques d'été de 2024 à Paris :
  -  Médaillée de bronze.

### Victoires sur le Tour européen (3)
| Place | Date             | Tournoi                        | Score                | Écart de victoire | Finaliste    |
| ----- | ---------------- | ------------------------------ | -------------------- | ----------------- | ------------ |
| 1     | 16 novembre 2014 | Sanya Ladies Open              | −14 (68-67-67 = 202) | 5 coups           | Charley Hull |
| 2     | 8 novembre 2015  | Sanya Ladies Open              | -13 (70-68-65 = 203) | 2 coups           | Yan Jing     |
| 3     | 8 octobre 2023   | Aramco Team Series - Hong Kong | -11 (69-66 = 135)    | Playoff           | Ko Jin-young |